# Julius Schaefer
Julius Schaefer (fl. XX secolo) è stato un pistard statunitense.
Schaefer partecipò ai Giochi olimpici di Saint Louis 1904 nelle gare di cinque miglia e venticinque miglia di ciclismo. Nella prima gara giunse quarto mentre nella seconda si ritirò.

## Piazzamenti

### Competizioni mondiali
- Giochi olimpici

St. Louis 1904 - Cinque miglia: 4º
St. Louis 1904 - Venticinque miglia: ritirato